# Andrea Vergani
Andrea Vergani (Milano, 15 giugno 1997) è un nuotatore italiano.

## Biografia
Ha fatto parte della spedizione italiana ai Giochi del Mediterraneo di Tarragona 2018, dove ha raccolto: il quarto posto (ad ex aequo con Luca Dotto) nei 50 metri stile libero, il quinto posto nei 50 metri farfalla e la squalifica nella staffetta 4x100 metri stile libero, con Lorenzo Zazzeri, Luca Dotto e Alessandro Miressi.
Ai campionati europei di nuoto di Glasgow 2018 ha vinto la medaglia di bronzo nei 50 metri stile libero con il tempo di 21"68, chiudendo alle spalle del britannico Benjamin Proud (oro con 21"34) e del greco Kristián Goloméev (argento con 21"44). In semifinale ha realizzato il record nazionale sulla distanza con il tempo di 21"37, migliorando il precedente primato di 21"64, che apparteneva a Marco Orsi.
Ai mondiali in vasca corta si Hangzhou 2018 ha vinto la medaglia di bronzo nella staffetta 4x50 metri stile libero, realizzando con Santo Condorelli (21"27), Lorenzo Zazzeri (20"57), Alessandro Miressi (20"62) il record italiano in finale. Nell'occasione, in suo tempo di frazione di 20"44 è stato il migliore del quartetto.
Nell'aprile 2019 risulta positivo alla sostanza THC metabolita > DL durante un controllo antidoping, eseguito dalla NADO Italia, in occasione dei campionati assoluti primaverili a Riccione.
A seguito di tale controllo, Vergani è stato sospeso in via cautelare dalla Seconda Sezione del TNA.
Il 6 giugno 2019 viene squalificato dal Tribunale Nazionale Antidoping per 3 mesi (con decorrenza dal giorno della sospensione cautelare); contestualmente gli vengono annullati i risultati conseguiti nella giornata del 2 aprile 2019, data del controllo antidoping risultato positivo.

## Record nazionali

### Seniores
- 50 metri stile libero vasca lunga: 21"37 ( Glasgow, 8 agosto 2018)
- 4×50 metri stile libero vasca corta: 1'22"90 ( Hangzhou, 14 dicembre 2018) (Santo Condorelli (21"27), Andrea Vergani (20"44), Lorenzo Zazzeri (20"57), Alessandro Miressi (20"62))

## Palmarès
| Anno | Manifestazione          | Sede      | Evento        | Risultato | Prestazione | Note             |
| ---- | ----------------------- | --------- | ------------- | --------- | ----------- | ---------------- |
| 2018 | Giochi del Mediterraneo | Tarragona | 50 m sl       | 4º        | 22"13       |                  |
| 2018 | Giochi del Mediterraneo | Tarragona | 50 m farfalla | 5º        | 23"87       |                  |
| 2018 | Giochi del Mediterraneo | Tarragona | 4x100 m sl    | dq        | dq          |                  |
| 2018 | Europei                 | Glasgow   | 50 m sl       | Bronzo    | 21"68       |                  |
| 2018 | Mondiali in vasca corta | Hangzhou  | 4x50 m sl     | Bronzo    | 1'22"90     | Record nazionale |